# Den sjove
Den sjove er en dansk naturfilm fra 2002, der er instrueret af Adam Schmedes efter manuskript af Peter I. Lauridsen.

## Handling
Om Europas største firben, den grønne perleøgle, som lever i Sydfrankrig. Filmen følger en ung han, som flytter sammen med en hun. Rivaler jages bort. Hunnen lægger æg, og snart kommer en ny generation af perleøgler til verden.